# جام جهانی فوتبال زیر ۲۰ سال ۲۰۱۷
جام جهانی فوتبال زیر ۲۰ سال ۲۰۱۷ بیست و یکمین دوره مسابقات جام جهانی فوتبال زیر ۲۰ سال می‌باشد. این مسابقه که برای جوانان است هر دو سال یک بار برگزار می‌شود. این مسابقات تحت نظارت فدراسیون بین‌المللی فوتبال(FIFA) برای تیم‌های ملی زیر ۲۰ سال مردان جهان برگزار می‌شود. این مسابقات به میزبانی کره جنوبی که تیم خود را نیز در این مسابقات دارد برگزار می‌شود و طبق گفته فدراسیون بین‌المللی فوتبال این مسابقات از ۳۰ اردیبهشت تا ۲۱ خرداد ۱۳۹۶ برگزار شد و بیست و چهار تیم برای قهرمانی جهان به میدان رفتند.

## انتخاب میزبان
کشورهایی که درخواست میزبانی داده بودند تا ۲۵ اردیبهشت ۱۳۹۲ وقت داشتند.
- جمهوری آذربایجان
- بحرین
- انگلستان(عقب‌نشینی کرد)
- فرانسه
- جمهوری ایرلند
- مکزیک
- لهستان
- عربستان سعودی
- آفریقای جنوبی(عقب‌نشینی کرد)
- کره جنوبی
- تونس
- اوکراین

در تاریخ ۱۴ آذر ۱۳۹۲ طبق انتخاب فدراسیون بین‌المللی فوتبال کره جنوبی را انتخاب کرد.

## مقدماتی
به وسیله مقدماتی (به جز کره جنوبی) تیم‌ها صعود می‌کنند.
| کنفدراسیون                  | مقدماتی                                  | انتخاب شده                  |
| --------------------------- | ---------------------------------------- | --------------------------- |
| کنفدراسیون فوتبال آسیا      | تیم میزبان                               | کره جنوبی                   |
| کنفدراسیون فوتبال آسیا      | مسابقات فوتبال زیر ۱۹ سال آسیا ۲۰۱۶      | TBD · TBD · TBD · TBD       |
| کنفدراسیون فوتبال آفریقا    | مسابقات فوتبال زیر ۲۰ سال آفریقا ۲۰۱۷    | TBD · TBD · TBD · TBD       |
| کونکاکاف                    | مسابقات فوتبال زیر ۲۰ سال کونکاکاف ۲۰۱۷  | TBD · TBD · TBD · TBD       |
| کونمبول (آمریکای جنوبی)     | مسابقات فوتبال زیر ۲۰ سال کونمبول ۲۰۱۷   | TBD · TBD · TBD · TBD       |
| کنفدراسیون فوتبال اقیانوسیه | مسابقات فوتبال زیر ۲۰ سال اقیانوسیه ۲۰۱۶ | TBD · TBD                   |
| کنفدراسیون فوتبال اروپا     | مسابقات فوتبال زیر ۱۹ سال اروپا ۲۰۱۶     | TBD · TBD · TBD · TBD · TBD |

## ورزشگاه
چئونان، دائجونگ، اینچئون، چجو، جئونجو و سوون شش شهری هستند کی میزبان این رقابتها از طریق فدراسیون فوتبال کره جنوبی انتخاب شده‌اند.
| چئونان                                                                          | دائجونگ         | اینچئون         |
| ------------------------------------------------------------------------------- | --------------- | --------------- |
| ورزشگاه چئونان                                                                  | ورزشگاه دائجونگ | ورزشگاه اینچئون |
| ظرفیت: ۲۶٬۰۰۰                                                                   | ظرفیت: ۴۰٬۵۳۵   | ظرفیت: ۲۰٬۳۰۰   |
|                                                                                 |                 |                 |
| چئوناندائجونگاینچئونچجوجئونجوسوونجام جهانی فوتبال زیر ۲۰ سال ۲۰۱۷ (کره جنوبی) · |                 |                 |
| چجو                                                                             | جئونجو          | سوون            |
| ورزشگاه چجو                                                                     | ورزشگاه جئونجو  | ورزشگاه سوون    |
| ظرفیت: ۲۹٬۷۹۱                                                                   | ظرفیت: ۴۲٬۴۷۷   | ظرفیت: ۴۳٬۹۵۹   |
|                                                                                 |                 |                 |